# Graphidipus abraxaria
Graphidipus abraxaria är en fjärilsart som beskrevs av W. Warren 1901. Graphidipus abraxaria ingår i släktet Graphidipus och familjen mätare. Inga underarter finns listade i Catalogue of Life.